# Morungaba
Morungaba, amtlich portugiesisch Município da Estância Climática de Morungaba, ist eine Ortschaft im brasilianischen Bundesstaat São Paulo. 2018 lebten schätzungsweise 13.458 Einwohner in Morungaba. Die Ortschaft ist 146,75 km² groß und liegt auf einer durchschnittlichen Höhe von 765 m. Der Name stammt aus der Tupi-Sprache. Morungababa ist einer von 12 Orten im Bundesstaat São Paulo mit dem Status eines Klimakurortes.

## Geschichte
Die Gemeinde wurde 1964 durch Landesgesetz gegründet.

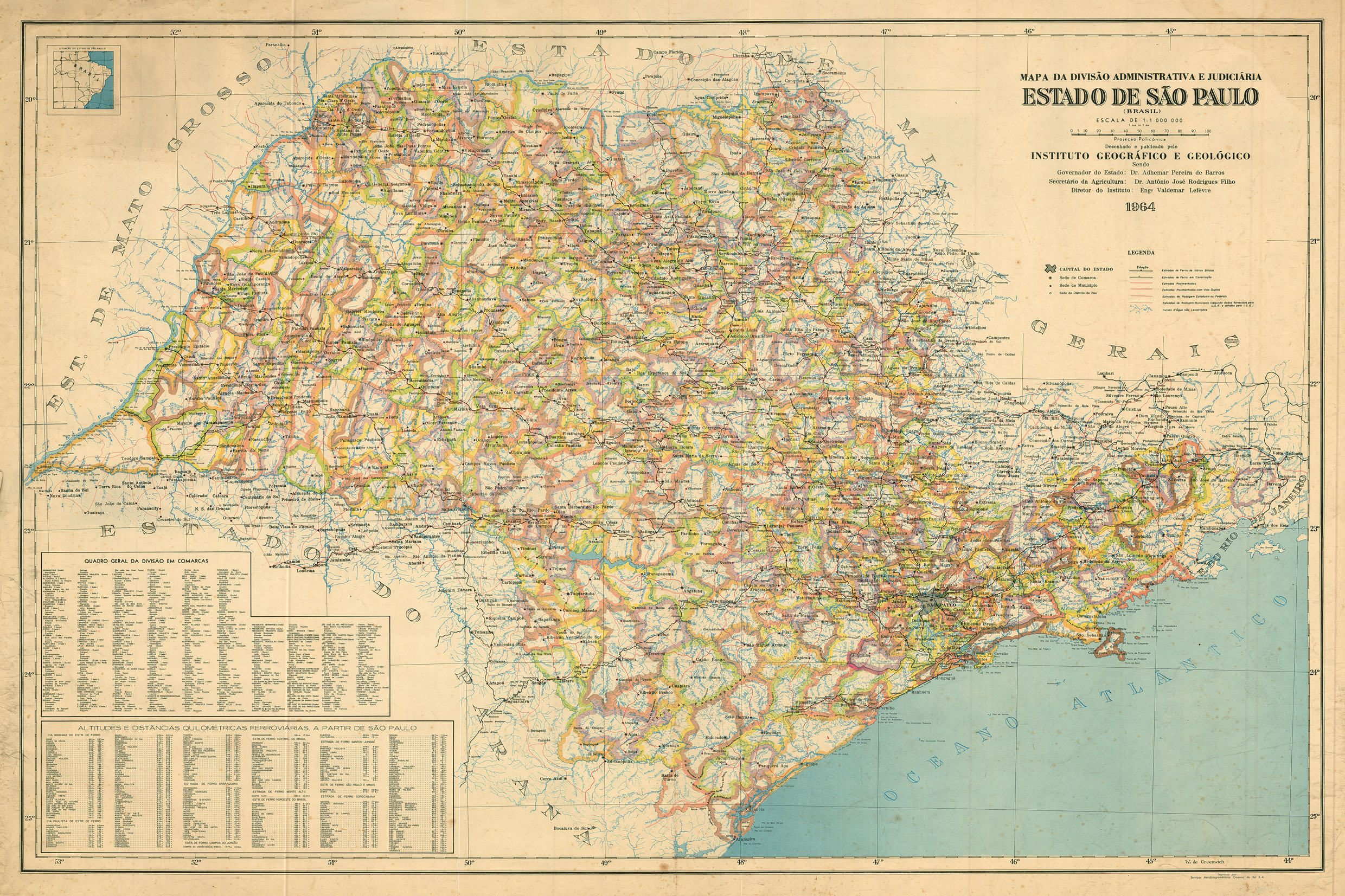
Karte des Bundesstaates São Paulo (1964).

## Söhne und Töchter des Ortes
Der ehemalige brasilianische Fußballnationalspieler Carlos Renato Frederico (* 1957) stammt aus Morungaba.
Ebenfalls von hier stammt der brasilianische Fußballspieler Gabriel Menino (* 2000).